# Lochamej ha-Geta'ot
Lochamej ha-Geta'ot (hebrejsky לוֹחֲמֵי הַגֵּיטָאוֹת, doslova „Bojovníci z ghett“, v oficiálním přepisu do angličtiny Lohame HaGeta'ot, přepisováno též Lohamei HaGeta'ot) je vesnice typu kibuc v Izraeli, v Severním distriktu, v Oblastní radě Mate Ašer.

## Geografie
Leží v nadmořské výšce 14 metrů v intenzivně využívané a hustě osídlené Izraelské pobřežní planině, nedaleko západních okrajů svahů Horní Galileji, cca 1 kilometr od břehů Středozemního moře a 15 kilometrů od libanonských hranic. Jižně od vesnice protéká vádí Nachal Jasaf.
Obec se nachází 5 kilometrů jižně od města Naharija, cca 102 kilometrů severoseverovýchodně od centra Tel Avivu a cca 20 kilometrů severoseverovýchodně od centra Haify. Lochamej ha-Geta'ot obývají Židé, přičemž osídlení v tomto regionu je převážně židovské. Oblasti centrální Galileji, které obývají izraelští Arabové, začínají až dále k východu. Jižně od kibucu ale leží město Akko s částečně arabskou populací.
Lochamej ha-Geta'ot je na dopravní síť napojen pomocí severojižní tepny dálnice číslo 4.

## Dějiny
Lochamej ha-Geta'ot byl založen v roce 1949. Zakladateli kibucu byla skupina členů židovského protinacistického odboje, kteří do Izraele přišli z Polska a Litvy. V září 1948 se nejprve usadili v prostoru bývalé templerské vesnice Waldheim (nyní Alonej Abba), ale kvůli nedostatku zemědělské půdy se v roce 1949 přestěhovali do nynější lokality, na pozemky poblíž opustěné arabské vesnice al-Sumajrija.
Kibuc svým jménem zejména připomíná Povstání ve varšavském ghettu a to i prostřednictvím muzea, které je tu umístěno. Vedle muzea se nachází amfiteátr.
Kibucem procházela trasa akvaduktu postaveného zde tureckými úřady v 19. století pro zásobování města Akko vodou z pramenů v prostoru nynější vesnice Kabri. Zbytky akvaduktu jsou zachovány pro turistické účely. Ekonomika kibucu je založena na zemědělství, podnikání a turistickém ruchu. Kibuc prošel privatizací a kolektivní hospodaření bylo nahrazeno individuální výplatou mezd podle odvedené práce.
V Lochamej ha-Geta'ot funguje zdravotní ordinace a zařízení předškolní péče. Základní škola je ve vesnici Gešer ha-Ziv.

## Demografie
Obyvatelstvo kibucu Lochamej ha-Geta'ot je sekulární. Podle údajů z roku 2014 tvořili naprostou většinu obyvatel v Lochamej ha-Geta'ot Židé (včetně statistické kategorie "ostatní", která zahrnuje nearabské obyvatele židovského původu ale bez formální příslušnosti k židovskému náboženství).
Jde o menší sídlo vesnického typu s dlouhodobě stagnující populací. K 31. prosinci 2014 zde žilo 487 lidí. Během roku 2014 populace stoupla o 2,5 %.
| Rok            | 1961 | 1972 | 1983 | 1995 | 2001 | 2003 | 2004 | 2005 | 2006 | 2007 | 2008 | 2009 | 2010 | 2011 | 2012 | 2013 | 2014 |
| -------------- | ---- | ---- | ---- | ---- | ---- | ---- | ---- | ---- | ---- | ---- | ---- | ---- | ---- | ---- | ---- | ---- | ---- |
| Počet obyvatel | 383  | 322  | 426  | 514  | 484  | 478  | 468  | 469  | 467  | 470  | 465  | 436  | 429  | 448  | 453  | 475  | 487  |